# Olympische Sommerspiele 2016/Teilnehmer (Australien)
| Gelbes Symbol für Goldmedaillen mit stilisierten Olympischen Ringen | Graues Symbol für Silbermedaillen mit stilisierten Olympischen Ringen | Braundes Symbol für Bronzemedaillen mit stilisierten Olympischen Ringen |
| ------------------------------------------------------------------- | --------------------------------------------------------------------- | ----------------------------------------------------------------------- |
| 8                                                                   | 11                                                                    | 10                                                                      |

Australien nahm an den Olympischen Sommerspielen 2016 in der brasilianischen Metropole Rio de Janeiro mit 421 vom Australian Olympic Committee nominierten Athleten in 29 Sportarten teil.
Seit 1896 war es die 28. Teilnahme Australiens bei Olympischen Sommerspielen. Damit war Australien neben Griechenland, Frankreich, der Schweiz und dem Vereinigten Königreich eine der fünf Nationen, die bis dahin bei allen Olympischen Sommerspielen teilgenommen hatten.

## Flaggenträger
Die Radsportlerin Anna Meares trug die Flagge Australiens während der Eröffnungsfeier im Maracanã-Stadion; bei der Schlussfeier wurde sie von der Ruderin Kim Brennan getragen.

## Teilnehmer nach Sportarten

### Badminton
| Athleten                      | Wettbewerb | Gruppenphase                                                                             | Gruppenphase                                             | Gruppenphase | Gruppenphase | Achtelfinale  | Achtelfinale  | Viertelfinale | Viertelfinale | Halbfinale    | Halbfinale    | Finale        | Finale        | Rang          |
| Athleten                      | Wettbewerb | Gegner                                                                                   | Ergebnis                                                 | Punkte       | Rang         | Gegner        | Ergebnis      | Gegner        | Ergebnis      | Gegner        | Ergebnis      | Gegner        | Ergebnis      | Rang          |
| ----------------------------- | ---------- | ---------------------------------------------------------------------------------------- | -------------------------------------------------------- | ------------ | ------------ | ------------- | ------------- | ------------- | ------------- | ------------- | ------------- | ------------- | ------------- | ------------- |
| Frauen                        |            |                                                                                          |                                                          |              |              |               |               |               |               |               |               |               |               |               |
| Wendy Chen                    | Einzel     | Porntip Buranaprasertsuk Kate Foo Kune                                                   | 0:2 (14:21, 15:21) 0:2 (16:21, 19:21)                    | 64:84        | 4            | ausgeschieden | ausgeschieden | ausgeschieden | ausgeschieden | ausgeschieden | ausgeschieden | ausgeschieden | ausgeschieden | ausgeschieden |
| Männer                        |            |                                                                                          |                                                          |              |              |               |               |               |               |               |               |               |               |               |
| Matthew Chau Sawan Serasinghe | Doppel     | Lee Yong-dae Yoo Yeon-seong Lee Sheng-mu Tsai Chia-hsin Wladimir Iwanow Iwan Sosonow     | 0:2 (14:21, 16:21) 0:2 (14:21, 19:21) 0:2 (16:21, 16:21) | 95:126       | 4            | –             | –             | ausgeschieden | ausgeschieden | ausgeschieden | ausgeschieden | ausgeschieden | ausgeschieden | ausgeschieden |
| Mixed                         |            |                                                                                          |                                                          |              |              |               |               |               |               |               |               |               |               |               |
| Robin Middleton Leanne Choo   | Doppel     | Liliyana Natsir Tontowi Ahmad Savitree Amitrapai Bodin Isara Goh Liu Ying Chan Peng Soon | 0:2 (7:21, 8:21) 0:2 (13:21, 18:21) 0:2 (17:21, 15:21)   | 78:126       | 4            | –             | –             | ausgeschieden | ausgeschieden | ausgeschieden | ausgeschieden | ausgeschieden | ausgeschieden | ausgeschieden |

### Basketball
| Wettbewerb      | Frauen | Männer |
| --------------- | --- | --- |
| Athleten        | Tessa Lavey Leilani Mitchell Stephanie Talbot Penny Taylor Liz Cambage Natalie Burton Rachel Jarry Laura Hodges Katie Ebzery Erin Phillips Marianna Tolo Calya George | Chris Goulding Patty Mills Andrew Bogut Joe Ingles Matthew Dellavedova Ryan Broekhoff Cameron Bairstow Kevin Lisch Aron Baynes David Andersen Brock Motum Damian Martin |
| Trainer         | Brendan Joyce | Andrej Lemanis |
| Gruppenphase    | Brasilien (84:66) Türkei (61:56) Frankreich (89:71) Japan (92:86) Belarus (74:66)                                                                                     | Frankreich (87:66) Serbien (95:80) USA (88:98) China (93:68) Venezuela (81:56)                                                                                          |
| Viertelfinale   | Serbien (71:73) | Litauen (90:64) |
| Halbfinale      | ausgeschieden | Serbien (61:87) |
| Finale          | ausgeschieden | – |
| Spiel um Bronze | ausgeschieden | Spanien (88:89) |
| Platzierung     | 5. Platz | 4. Platz |

### Beachvolleyball
| Athleten                     | Gruppenphase                                         | Gruppenphase | Gruppenphase | Gruppenphase | Achtelfinale          | Achtelfinale  | Viertelfinale | Viertelfinale | Halbfinale    | Halbfinale    | Finale        | Finale        | Rang          |
| Athleten                     | Gegner                                               | Ergebnis     | Punkte       | Rang         | Gegner                | Ergebnis      | Gegner        | Ergebnis      | Gegner        | Ergebnis      | Gegner        | Ergebnis      | Rang          |
| ---------------------------- | ---------------------------------------------------- | ------------ | ------------ | ------------ | --------------------- | ------------- | ------------- | ------------- | ------------- | ------------- | ------------- | ------------- | ------------- |
| Frauen                       |                                                      |              |              |              |                       |               |               |               |               |               |               |               |               |
| Mariafe Artacho Nicole Laird | Ross / Walsh Forrer / Vergé-Dépré Wang / Yue         | 0:2 1:2 0:2  | 3            | 4            | ausgeschieden         | ausgeschieden | ausgeschieden | ausgeschieden | ausgeschieden | ausgeschieden | ausgeschieden | ausgeschieden | ausgeschieden |
| Louise Bawden Taliqua Clancy | Alfaro / Charles Pazo / Agudo Meppelink / van Iersel | 2:0 2:1      | 6            | 1            | Kołosińska / Brzostek | 2:1           | Ross / Walsh  | 0:2           | ausgeschieden | ausgeschieden | ausgeschieden | ausgeschieden | ausgeschieden |

### Bogenschießen
| Athleten                           | Wettbewerb | Qualifikation | Qualifikation | 1. Runde                                  | 1. Runde                                  | 2. Runde                | 2. Runde      | Achtelfinale      | Achtelfinale  | Viertelfinale | Viertelfinale | Halbfinale    | Halbfinale    | Finale                                 | Finale        | Rang   |
| Athleten                           | Wettbewerb | Ringe         | Rang          | Gegner                                    | Ergebnis                                  | Gegner                  | Ergebnis      | Gegner            | Ergebnis      | Gegner        | Ergebnis      | Gegner        | Ergebnis      | Gegner                                 | Ergebnis      | Rang   |
| ---------------------------------- | ---------- | ------------- | ------------- | ----------------------------------------- | ----------------------------------------- | ----------------------- | ------------- | ----------------- | ------------- | ------------- | ------------- | ------------- | ------------- | -------------------------------------- | ------------- | ------ |
| Frauen                             |            |               |               |                                           |                                           |                         |               |                   |               |               |               |               |               |                                        |               |        |
| Alice Ingley                       | Einzel     | 593           | 58            | Lucilla Boari                             | 7–1 (100:92)                              | Ane Marcelle dos Santos | 0–6 (71:77)   | ausgeschieden     | ausgeschieden | ausgeschieden | ausgeschieden | ausgeschieden | ausgeschieden | ausgeschieden                          | ausgeschieden | 17     |
| Männer                             |            |               |               |                                           |                                           |                         |               |                   |               |               |               |               |               |                                        |               |        |
| Alec Potts                         | Einzel     | 666           | 20            | Bernardo Oliveira                         | 4–6 (132:132)                             | ausgeschieden           | ausgeschieden | ausgeschieden     | ausgeschieden | ausgeschieden | ausgeschieden | ausgeschieden | ausgeschieden | ausgeschieden                          | ausgeschieden | 33     |
| Ryan Tyack                         | Einzel     | 665           | 23            | Robin Ramaekers                           | 4–6 (103:110)                             | ausgeschieden           | ausgeschieden | ausgeschieden     | ausgeschieden | ausgeschieden | ausgeschieden | ausgeschieden | ausgeschieden | ausgeschieden                          | ausgeschieden | 33     |
| Taylor Worth                       | Einzel     | 674           | 14            | Ahmed El-Nemr                             | 6–0 (82:71)                               | Elías Malavé            | 6–4 (137:137) | Antonio Fernández | 7–3 (136:135) | Ku Bon-chan   | 5–6 (137:139) | ausgeschieden | ausgeschieden | ausgeschieden                          | ausgeschieden | 5      |
| Alec Potts Ryan Tyack Taylor Worth | Mannschaft | 2005          | 4             | direkt qualifiziert für das Viertelfinale | direkt qualifiziert für das Viertelfinale | –                       | –             | –                 | –             | Frankreich    | 5:3 (216:213) | Südkorea      | 0:6 (169:174) | Finale um Platz 3: Volksrepublik China | 6:2 (225:219) | Bronze |

### Boxen
| Frauen         |                         |                  |     |                       |               |               |               |               |               |               |               |               |               |               |
| Shelley Watts  | Leichtgewicht bis 60 kg | –                | –   | Irma Testa            | 1:2           | ausgeschieden | ausgeschieden | ausgeschieden | ausgeschieden | ausgeschieden | ausgeschieden | ausgeschieden |               |               |
| Männer         |                         |                  |     |                       |               |               |               |               |               |               |               |               |               |               |
| Daniel Lewis   | Mittelgewicht bis 75 kg | Tomasz Jabłoński | 2:1 | Bektemir Meliqoʻziyev | 0:3           | ausgeschieden | ausgeschieden | ausgeschieden | ausgeschieden | ausgeschieden | ausgeschieden | ausgeschieden | ausgeschieden | ausgeschieden |
| Jason Whateley | Schwergewicht bis 91 kg | Juan Nogueira    | 0:3 | ausgeschieden         | ausgeschieden | ausgeschieden | ausgeschieden | ausgeschieden | ausgeschieden | ausgeschieden | ausgeschieden | ausgeschieden |               |               |

### Fußball
| Wettbewerb    | Frauen |
| ------------- | --- |
| Athleten      | Laura Alleway Mackenzie Arnold (TW) Tameka Butt Ellie Carpenter Stephanie Catley Larissa Crummer Lisa de Vanna Caitlin Foord Katrina-Lee Gorry Michelle Heyman Elise Kellond-Knight Alanna Kennedy Sam Kerr Chloe Logarzo Clare Polkinghorne Kyah Simon Emily van Egmond Lydia Williams (TW) |
| Trainer       | Alen Stajcic |
| Gruppenphase  | Kanada 0:2 (0:1) Deutschland 2:2 (2:1) Simbabwe 6:1 (3:0) |
| Viertelfinale | Brasilien 0:0 n. V., 6:7 i. E. |
| Halbfinale    | ausgeschieden |
| Finale        | ausgeschieden |
| Platzierung   | 5. Platz |

### Gewichtheben
| Athleten         | Wettbewerb       | Reißen  | Reißen | Stoßen  | Stoßen | Zweikampf | Zweikampf | Rang |
| Athleten         | Wettbewerb       | Gewicht | Rang   | Gewicht | Rang   | Gewicht   | Rang      | Rang |
| ---------------- | ---------------- | ------- | ------ | ------- | ------ | --------- | --------- | ---- |
| Frauen           |                  |         |        |         |        |           |           |      |
| Tia-Clair Toomey | Klasse bis 58 kg | 82 kg   | 15     | 107 kg  | 13     | 189 kg    | 14        | 14   |
| Männer           |                  |         |        |         |        |           |           |      |
| Simplice Ribouem | Klasse bis 94 kg | 155 kg  | 12     | 185 kg  | 13     | 340 kg    | 13        | 13   |

### Golf
| Athleten      | Runde 1 | Runde 2 | Runde 3 | Runde 4 | Gesamt | Par | Rang |
| ------------- | ------- | ------- | ------- | ------- | ------ | --- | ---- |
| Frauen        |         |         |         |         |        |     |      |
| Minjee Lee    | 69      | 67      | 73      | 67      | 276    | −8  | T7   |
| Su-Hyun Oh    | 71      | 72      | 66      | 70      | 279    | −5  | T13  |
| Männer        |         |         |         |         |        |     |      |
| Marcus Fraser | 63      | 69      | 72      | 72      | 276    | −8  | T5   |
| Scott Hend    | 74      | 69      | 71      | 71      | 285    | +1  | T39  |

### Hockey
| Wettbewerb    | Frauen | Männer |
| ------------- | --- | --- |
| Athleten      | Gabrielle Nance Brooke Peris Casey Sablowski Kirstin Dwyer Jodie Kenny Karri McMahon Madonna Blyth Edwina Bone Georgina Morgan Jane Claxton Georgie Parker Kathryn Slattery Mariah Williams Emily Smith Rachael Lynch (GK) Grace Stewart | Jamie Dwyer Simon Orchard Glenn Turner Chris Ciriello Matthew Dawson Mark Knowles Eddie Ockenden Jake Whetton Blake Govers Matthew Gohdes Aran Zalewski Tim Deavin Matthew Swann Daniel Beale Andrew Charter (GK) Fergus Kavanagh |
| Trainer       | Adam Commens | Graham Reid |
| Gruppenphase  | Großbritannien 1:2 (0:1) USA 1:2 (0:1) Indien 6:1 (2:0) Argentinien 1:0 (0:0) Japan 2:0 (1:0) | Neuseeland 2:1 (2:0) Spanien 0:1 (0:1) Belgien 0:1 (0:1) Großbritannien 2:1 (2:1) Brasilien 9:0 (6:0) |
| Viertelfinale | Neuseeland 2:4 (0:2) | Niederlande 0:4 (0:2) |
| Halbfinale    | ausgeschieden | ausgeschieden |
| Finale        | ausgeschieden | ausgeschieden |
| Platzierung   | 5. Platz | 5. Platz |

### Judo
| Athleten          | Wettbewerb | 1. Runde        | 1. Runde    | 2. Runde      | 2. Runde      | Viertelfinale | Viertelfinale | Halbfinale / Trostrunde | Halbfinale / Trostrunde | Finale / Platz 3 | Finale / Platz 3 | Rang |
| Athleten          | Wettbewerb | Gegner          | Ergebnis    | Gegner        | Ergebnis      | Gegner        | Ergebnis      | Gegner                  | Ergebnis                | Gegner           | Ergebnis         | Rang |
| ----------------- | ---------- | --------------- | ----------- | ------------- | ------------- | ------------- | ------------- | ----------------------- | ----------------------- | ---------------- | ---------------- | ---- |
| Frauen            |            |                 |             |               |               |               |               |                         |                         |                  |                  |      |
| Chloe Rayner      | bis 48 kg  | L. Payet        | 000s0:101s0 | ausgeschieden | ausgeschieden | ausgeschieden | ausgeschieden | ausgeschieden           | ausgeschieden           | ausgeschieden    | ausgeschieden    | 17   |
| Katharina Haecker | bis 63 kg  | L. Salles Lopez | 100s0:00s1  | M. Tashiro    | 000s3:111s0   | ausgeschieden | ausgeschieden | ausgeschieden           | ausgeschieden           | ausgeschieden    | ausgeschieden    | 9    |
| Miranda Giambelli | bis 78 kg  | Freilos         | Freilos     | M. Aguiar     | 000s0:100s0   | ausgeschieden | ausgeschieden | ausgeschieden           | ausgeschieden           | ausgeschieden    | ausgeschieden    | 9    |
| Männer            |            |                 |             |               |               |               |               |                         |                         |                  |                  |      |
| Joshua Katz       | bis 60 kg  | D. Oʻrozboyev   | 000s0:100s0 | ausgeschieden | ausgeschieden | ausgeschieden | ausgeschieden | ausgeschieden           | ausgeschieden           | ausgeschieden    | ausgeschieden    | 17   |
| Nathan Katz       | bis 66 kg  | I. Bassou       | 000s1:001s3 | ausgeschieden | ausgeschieden | ausgeschieden | ausgeschieden | ausgeschieden           | ausgeschieden           | ausgeschieden    | ausgeschieden    | 17   |
| Jake Bensted      | bis 73 kg  | A.T. Mlugu      | 100s0:000s0 | R. Orujov     | 000s1:100s0   | ausgeschieden | ausgeschieden | ausgeschieden           | ausgeschieden           | ausgeschieden    | ausgeschieden    | 9    |
| Eoin Coughlan     | bis 81 kg  | Lee Seung-su    | 000s1:100s0 | ausgeschieden | ausgeschieden | ausgeschieden | ausgeschieden | ausgeschieden           | ausgeschieden           | ausgeschieden    | ausgeschieden    | 17   |

### Kanu

#### Kanurennsport
| Athleten                                              | Wettbewerb | Vorlauf      | Vorlauf | Halbfinale    | Halbfinale    | Finale        | Finale        | Rang          |               |
| Athleten                                              | Wettbewerb | Zeit         | Rang    | Zeit          | Rang          | Zeit          | Rang          | Rang          |               |
| ----------------------------------------------------- | ---------- | ------------ | ------- | ------------- | ------------- | ------------- | ------------- | ------------- | ------------- |
| Frauen                                                |            |              |         |               |               |               |               |               |               |
| Naomi Flood                                           | K-1 500 m  | 1:54,150 min | 6       | 2:01,910 min  | 6             | ausgeschieden | ausgeschieden | ausgeschieden |               |
| Alyssa Bull Alyce Burnett                             | K-2 500 m  | 1:46,933 min | 7       | 1:44,290 min  | 3             | 1:51,915 min  | 8             | 8             |               |
| Männer                                                |            |              |         |               |               |               |               |               |               |
| Stephen Bird                                          | K-1 200 m  | 34,650 s     | 2       | 34,584 s      | 2             | 36,426 s      | 8             | 8             |               |
| Daniel Bowker Jordan Wood                             | K-2 200 m  | 34,246 s     | 6       | 34,845 s      | 6             | 35,330 s      | 3             | 11            |               |
| Murray Stewart                                        | K-1 1000 m | 3:36,210 min | 2       | 3:32,602 min  | 1             | 3:33,741 min  | 4             | 4             |               |
| Lachlan Tame Ken Wallace                              | K-2 1000 m | 3:23,019 min | 2       | 3:16,635 min  | 1             | 3:12,590 min  | 3             | Bronze        |               |
| Jacob Clear Riley Fitzsimmons Jordan Wood Ken Wallace | K-4 1000 m | 2:55,666 min | 3       | 2:58,222 min  | 1             | 3:06,731 min  | 4             | 4             |               |
| Ferenc Szekszárdi                                     | C-1 200 m  | 44,292 s     | 6       | ausgeschieden | ausgeschieden | ausgeschieden | ausgeschieden | ausgeschieden | ausgeschieden |
| Martin Marinow                                        | C-1 1000 m | 4:33,166 min | 5       | 4:24,723 min  | 7             | 4:15,524 min  | 7             | 15            |               |
| Ferenc Szekszárdi Martin Marinow                      | C-2 1000 m | 4:07,372 min | 4       | 4:13,754 min  | 5             | 4:10,238 min  | 2             | 10            |               |

#### Kanuslalom
| Athleten       | Wettbewerb | Vorlauf | Vorlauf | Halbfinale    | Halbfinale    | Finale        | Finale        | Rang          |
| Athleten       | Wettbewerb | Zeit    | Rang    | Zeit          | Rang          | Zeit          | Rang          | Rang          |
| -------------- | ---------- | ------- | ------- | ------------- | ------------- | ------------- | ------------- | ------------- |
| Frauen         |            |         |         |               |               |               |               |               |
| Jessica Fox    | K-1        | 99,51 s | 2       | 104,50 s      | 5             | 102,49 s      | 3             | Bronze        |
| Männer         |            |         |         |               |               |               |               |               |
| Lucien Delfour | K-1        | 94,30 s | 17      | ausgeschieden | ausgeschieden | ausgeschieden | ausgeschieden | ausgeschieden |
| Ian Borrows    | C-1        | 97,40 s | 9       | 101,32 s      | 11            | ausgeschieden | ausgeschieden | ausgeschieden |

### Leichtathletik
Laufen und Gehen 
| Athleten                                                         | Wettbewerb        | Runde 1      | Runde 1 | Halbfinale    | Halbfinale    | Finale        | Finale        | Rang   |
| Athleten                                                         | Wettbewerb        | Zeit         | Rang    | Zeit          | Rang          | Zeit          | Rang          | Rang   |
| ---------------------------------------------------------------- | ----------------- | ------------ | ------- | ------------- | ------------- | ------------- | ------------- | ------ |
| Frauen                                                           |                   |              |         |               |               |               |               |        |
| Melissa Breen                                                    | 100 m             | 11,74 s      | 55      | ausgeschieden | ausgeschieden | ausgeschieden | ausgeschieden | 55     |
| Ella Nelson                                                      | 200 m             | 22,66 s      | 11      | 22,50 s       | 9             | ausgeschieden | ausgeschieden | 9      |
| Morgan Mitchell                                                  | 400 m             | 51,30 s      | 8       | 52,68 s       | 24            | ausgeschieden | ausgeschieden | 24     |
| Anneliese Rubie                                                  | 400 m             | 51,92 s      | 23      | 51,96 s       | 20            | ausgeschieden | ausgeschieden | 20     |
| Selma Kajan                                                      | 800 m             | 2:05,20 min  | 54      | ausgeschieden | ausgeschieden | ausgeschieden | ausgeschieden | 54     |
| Jenny Blundell                                                   | 1500 m            | 4:09,05 min  | 17      | 4:13,25 min   | 23            | ausgeschieden | ausgeschieden | 23     |
| Zoe Buckman                                                      | 1500 m            | 4:06,93 min  | 9       | 4:06,95 min   | 15            | ausgeschieden | ausgeschieden | 15     |
| Linden Hall                                                      | 1500 m            | 4:11,75 min  | 27      | 4:05,81 min   | 12            | ausgeschieden | ausgeschieden | 13     |
| Madeline Hills                                                   | 5000 m            | 15:21,33 min | 13      | –             | –             | 15:04,05 min  | 10            | 10     |
| Genevieve LaCaze                                                 | 5000 m            | 15:20,45 min | 12      | –             | –             | 15:10,35 min  | 12            | 12     |
| Eloise Wellings                                                  | 5000 m            | 15:19,02 min | 6       | –             | –             | 15:01,59 min  | 9             | 9      |
| Eloise Wellings                                                  | 10.000 m          | –            | –       | –             | –             | 31:14,94 min  | 10            | 10     |
| Milly Clark                                                      | Marathon          | –            | –       | –             | –             | 2:30:53 h     | 18            | 18     |
| Jessica Trengove                                                 | Marathon          | –            | –       | –             | –             | 2:31:44 h     | 22            | 22     |
| Lisa Jane Weightman                                              | Marathon          | –            | –       | –             | –             | 2:34:41 h     | 31            | 31     |
| Tanya Holliday                                                   | 20 km Gehen       | –            | –       | –             | –             | 1:34:22 h     | 26            | 26     |
| Regan Lamble                                                     | 20 km Gehen       | –            | –       | –             | –             | 1:30:28 h     | 9             | 9      |
| Rachel Tallent                                                   | 20 km Gehen       | –            | –       | –             | –             | 1:37:08 h     | 40            | 40     |
| Michelle Jenneke                                                 | 100 m Hürden      | 13,26 s      | 37      | ausgeschieden | ausgeschieden | ausgeschieden | ausgeschieden | 37     |
| Lauren Wells                                                     | 400 m Hürden      | 56,26 s      | 20      | 56,83 s       | 21            | ausgeschieden | ausgeschieden | 21     |
| Madeline Hills                                                   | 3000 m Hindernis  | 9:24,16 min  | 9       | –             | –             | 9:20,38 min   | 7             | 7      |
| Genevieve LaCaze                                                 | 3000 m Hindernis  | 9:26,25 min  | 11      | –             | –             | 9:21,21 min   | 9             | 9      |
| Victoria Mitchell                                                | 3000 m Hindernis  | 9:39,40 min  | 29      | –             | –             | ausgeschieden | ausgeschieden | 30     |
| Morgan Mitchell Anneliese Rubie Caitlin Sargent Jessica Thornton | 4 × 400-m-Staffel | 3:25,71 min  | 4       | –             | –             | 3:27,45 min   | 8             | 8      |
| Männer                                                           |                   |              |         |               |               |               |               |        |
| Alex Hartmann                                                    | 200 m             | 21,02 s      | 67      | ausgeschieden | ausgeschieden | ausgeschieden | ausgeschieden | 67     |
| Peter Bol                                                        | 800 m             | 1:49,36 min  | 41      | ausgeschieden | ausgeschieden | ausgeschieden | ausgeschieden | 42     |
| Luke Matthews                                                    | 800 m             | 1:50,40 min  | 46      | ausgeschieden | ausgeschieden | ausgeschieden | ausgeschieden | 46     |
| Jeff Riseley                                                     | 800 m             | 1:46,93 min  | 21      | ausgeschieden | ausgeschieden | ausgeschieden | ausgeschieden | 27     |
| Ryan Gregson                                                     | 1500 m            | 3:39,13 min  | 11      | 3:40,02 min   | 8             | 3:51,39 min   | 9             | 9      |
| Luke Matthews                                                    | 1500 m            | 3:44,51 min  | 23      | ausgeschieden | ausgeschieden | ausgeschieden | ausgeschieden | 31     |
| Sam McEntee                                                      | 5000 m            | 13:50,55 min | 35      | –             | –             | ausgeschieden | ausgeschieden | 35     |
| Brett Robinson                                                   | 5000 m            | 13:22,81 min | 9       | –             | –             | 13:32,30 min  | 14            | 14     |
| Patrick Tiernan                                                  | 5000 m            | 13:28,48 min | 20      | –             | –             | ausgeschieden | ausgeschieden | 20     |
| David McNeill                                                    | 10.000 m          | –            | –       | –             | –             | 27:51,71 min  | 16            | 16     |
| Ben St. Lawrence                                                 | 10.000 m          | –            | –       | –             | –             | 28:46,32 min  | 28            | 28     |
| Liam Adams                                                       | Marathon          | –            | –       | –             | –             | 2:16:12 h     | 31            | 31     |
| Michael Shelley                                                  | Marathon          | –            | –       | –             | –             | 2:18:06 h     | 47            | 47     |
| Scott Westcott                                                   | Marathon          | –            | –       | –             | –             | 2:22:19 h     | 81            | 81     |
| Dane Bird-Smith                                                  | 20 km Gehen       | –            | –       | –             | –             | 1:19:37 h     | 3             | Bronze |
| Rhydian Cowley                                                   | 20 km Gehen       | –            | –       | –             | –             | 1:23:30 h     | 33            | 33     |
| Jared Tallent                                                    | 50 km Gehen       | –            | –       | –             | –             | 3:41:16 h     | 2             | Silber |
| Chris Erickson                                                   | 50 km Gehen       | –            | –       | –             | –             | 3:48:40 h     | 9             | 9      |
| Brendon Reading                                                  | 50 km Gehen       | –            | –       | –             | –             | 4:13:02 h     | 39            | 39     |

 Springen und Werfen 
| Athleten           | Wettbewerb     | Qualifikation | Qualifikation | Finale        | Finale        | Rang |
| Athleten           | Wettbewerb     | Weite/Höhe    | Rang          | Weite/Höhe    | Rang          | Rang |
| ------------------ | -------------- | ------------- | ------------- | ------------- | ------------- | ---- |
| Frauen             |                |               |               |               |               |      |
| Eleanor Patterson  | Hochsprung     | 1,89 m        | 22            | ausgeschieden | ausgeschieden | 22   |
| Alana Boyd         | Stabhochsprung | 4,55 m        | 8             | 4,80 m        | 4             | 4    |
| Chelsea Jaensch    | Weitsprung     | 6,41 m        | 17            | ausgeschieden | ausgeschieden | 17   |
| Brooke Stratton    | Weitsprung     | 6,56 m        | 9             | 6,74 m        | 7             | 7    |
| Dani Samuels       | Diskuswurf     | 64,46 m       | 4             | 64,90 m       | 4             | 4    |
| Kim Mickle         | Speerwurf      | 57,20 m       | 22            | ausgeschieden | ausgeschieden | 22   |
| Kathryn Mitchell   | Speerwurf      | 61,63 m       | 12            | 64,36 m       | 6             | 6    |
| Kelsey-Lee Roberts | Speerwurf      | 55,25 m       | 28            | ausgeschieden | ausgeschieden | 28   |
| Männer             |                |               |               |               |               |      |
| Joel Baden         | Hochsprung     | 2,17 m        | 41            | ausgeschieden | ausgeschieden | 41   |
| Brandon Starc      | Hochsprung     | 2,29 m        | 11            | 2,20 m        | 15            | 15   |
| Kurtis Marschall   | Stabhochsprung | 5,60 m        | 10            | ausgeschieden | ausgeschieden | 10   |
| Henry Frayne       | Weitsprung     | 8,01 m        | 6             | 8,06 m        | 7             | 7    |
| Fabrice Lapierre   | Weitsprung     | 7,96 m        | 8             | 7,87 m        | 10            | 10   |
| Damien Birkinhead  | Kugelstoßen    | 20,50 m       | 9             | 20,45 m       | 10            | 10   |
| Matthew Denny      | Diskuswurf     | 61,16 m       | 19            | ausgeschieden | ausgeschieden | 19   |
| Benn Harradine     | Diskuswurf     | 60,85 m       | 20            | ausgeschieden | ausgeschieden | 20   |
| Hamish Peacock     | Speerwurf      | 77,91 m       | 25            | ausgeschieden | ausgeschieden | 25   |
| Josh Robinson      | Speerwurf      | 80,84 m       | 13            | ausgeschieden | ausgeschieden | 13   |

 Mehrkampf 
| Athleten         | 100 m    | 100 m | Weitsprung | Weitsprung | Kugelstoßen | Kugelstoßen | Hochsprung | Hochsprung | 400 m    | 400 m | 110 m Hürden | 110 m Hürden | Diskuswurf | Diskuswurf | Stabhochsprung | Stabhochsprung | Speerwurf | Speerwurf | 1500 m      | 1500 m | Punkte | Rang |
| Athleten         | Zeit (s) | Pkte. | Weite (m)  | Pkte.      | Weite (m)   | Pkte.       | Höhe (m)   | Pkte.      | Zeit (s) | Pkte. | Zeit (s)     | Pkte.        | Weite (m)  | Pkte.      | Höhe (m)       | Pkte.          | Weite (m) | Pkte.     | Zeit (min)  | Pkte.  | Punkte | Rang |
| ---------------- | -------- | ----- | ---------- | ---------- | ----------- | ----------- | ---------- | ---------- | -------- | ----- | ------------ | ------------ | ---------- | ---------- | -------------- | -------------- | --------- | --------- | ----------- | ------ | ------ | ---- |
| Zehnkampf Männer |          |       |            |            |             |             |            |            |          |       |              |              |            |            |                |                |           |           |             |        |        |      |
| Cedric Dubler    | 10,86 s  | 892   | 7,47 m     | 927        | 11,49 m     | 575         | 2,13 m     | 925        | 48,18 s  | 900   | 14,30 s      | 936          | 38,89 m    | 642        | 4,90 m         | 880            | 51,82 m   | 616       | 4:32,12 min | 731    | 8024   | 14   |

### Moderner Fünfkampf
| Athleten       | Fechten | Fechten | Schwimmen   | Schwimmen | Reiten | Reiten | Combined     | Combined | Punkte | Rang |
| Athleten       | Bilanz  | Punkte  | Zeit        | Punkte    | Zeit   | Punkte | Zeit         | Punkte   | Punkte | Rang |
| -------------- | ------- | ------- | ----------- | --------- | ------ | ------ | ------------ | -------- | ------ | ---- |
| Frauen         |         |         |             |           |        |        |              |          |        |      |
| Chloe Esposito | 19:16   | 215     | 2:12,38 min | 303       | 16     | 291    | 12:10,19 min | 570      | 1372   | Gold |
| Männer         |         |         |             |           |        |        |              |          |        |      |
| Max Esposito   | 14:21   | 184     | 1:59,71 min | 341       | 0      | 300    | 11:04,99 min | 636      | 1462   | 7    |

### Radsport

#### Bahn
| Athleten                                                                                   | Wettbewerb            | Qualifikation               | Qualifikation | Finals           | Finals             | Rang   |
| Athleten                                                                                   | Wettbewerb            | Zeit                        | Rang          | Zeit             | Rang               | Rang   |
| ------------------------------------------------------------------------------------------ | --------------------- | --------------------------- | ------------- | ---------------- | ------------------ | ------ |
| Frauen                                                                                     |                       |                             |               |                  |                    |        |
| Anna Meares                                                                                | Sprint                | 10,947 s                    | 9             | Finale 9–12      | 2                  | 10     |
| Stephanie Morton                                                                           | Sprint                | 10,875 s                    | 8             | ausgeschieden    | ausgeschieden      | 13     |
| Anna Meares                                                                                | Keirin                |                             |               |                  | 3                  | Bronze |
| Stephanie Morton                                                                           | Keirin                |                             |               |                  | nicht qualifiziert | 13     |
| Anna Meares Stephanie Morton                                                               | Teamsprint            | 32,881 s                    | 4             | 32,658           | 2                  | 4      |
| Ashlee Ankudinoff Georgia Baker Amy Cure Melissa Hoskins Ersatzfahrerin: Annette Edmondson | Mannschaftsverfolgung | 4:19,059 min                | 3             |                  |                    | 5      |
| Männer                                                                                     |                       |                             |               |                  |                    |        |
| Patrick Constable                                                                          | Sprint                | 10,010 s                    | 17            | Finale 5–8       | 4                  | 8      |
| Matthew Glaetzer                                                                           | Sprint                | 9,704 s                     | 3             | Sprint um Bronze | 2                  | 4      |
| Patrick Constable                                                                          | Keirin                |                             |               |                  |                    | 25     |
| Matthew Glaetzer                                                                           | Keirin                |                             |               |                  |                    | 10     |
| Patrick Constable Matthew Glaetzer Nathan Hart                                             | Teamsprint            | 43,158 s 1. R.: 43,166 (QB) | 3             | 43,298 s         | 2                  | 4      |
| Jack Bobridge Michael Hepburn Alexander Edmondson Sam Welsford Callum Scotson              | Mannschaftsverfolgung | 3:55,606 min                | 3             | 3:51,008 min     | 2                  | Silber |

- QG = qualifiziert für das Finale um Gold; QB = qualifiziert für das kleine Finale um Bronze

Omnium
| Frauen            |   |    |    |    |    |    |   |    |   |    |    |   |     |   |
| Annette Edmondson | 6 | 30 | 7  | 28 | 5  | 32 | 1 | 40 | 2 | 38 | 16 | 0 | 168 | 8 |
| Männer            |   |    |    |    |    |    |   |    |   |    |    |   |     |   |
| Glenn O’Shea      | 4 | 34 | 11 | 20 | 10 | 22 | 2 | 38 | 6 | 30 | 14 | 0 | 144 | 7 |

#### Straße
| Athleten       | Wettbewerb       | Zeit             | Rang             |
| -------------- | ---------------- | ---------------- | ---------------- |
| Frauen         |                  |                  |                  |
| Gracie Elvin   | Straßenrennen    | 4:03:01 h        | 49               |
| Katrin Garfoot | Straßenrennen    | nicht beendet    | nicht beendet    |
| Rachel Neylan  | Straßenrennen    | 3:56:34 h        | 22               |
| Amanda Spratt  | Straßenrennen    | 3:55:36 h        | 15               |
| Katrin Garfoot | Einzelzeitfahren | 45:35,03 s       | 9                |
| Männer         |                  |                  |                  |
| Scott Bowden   | Straßenrennen    | nicht beendet    | nicht beendet    |
| Simon Clarke   | Straßenrennen    | 6:16:17 h        | 25               |
| Rohan Dennis   | Straßenrennen    | nicht beendet    | nicht beendet    |
| Richie Porte   | Straßenrennen    | nicht beendet    | nicht beendet    |
| Rohan Dennis   | Einzelzeitfahren | 1:13:25,66 h     | 5                |
| Richie Porte   | Einzelzeitfahren | nicht angetreten | nicht angetreten |

#### Mountainbike
| Athleten          | Wettbewerb    | Zeit      | Rang |
| ----------------- | ------------- | --------- | ---- |
| Frauen            |               |           |      |
| Rebecca Henderson | Cross-Country | +2 Runden | 25   |
| Männer            |               |           |      |
| Scott Bowden      | Cross-Country | +1 Runde  | 36   |
| Daniel McConnell  | Cross-Country | 1:38:42 h | 16   |

#### BMX
| Athleten          | Wettbewerb | Qualifikation | Qualifikation | Viertelfinale | Viertelfinale | Halbfinale    | Halbfinale    | Finale        | Finale        | Rang          |
| Athleten          | Wettbewerb | Zeit          | Rang          | Punkte        | Rang          | Punkte        | Rang          | Zeit          | Rang          | Rang          |
| ----------------- | ---------- | ------------- | ------------- | ------------- | ------------- | ------------- | ------------- | ------------- | ------------- | ------------- |
| Frauen            |            |               |               |               |               |               |               |               |               |               |
| Caroline Buchanan | Race       | 34,75 s       | 2             | –             | –             | 13            | 5             | ausgeschieden | ausgeschieden | ausgeschieden |
| Lauren Reynolds   | Race       | 35,66 s       | 10            | –             | –             | 17            | 6             | ausgeschieden | ausgeschieden | ausgeschieden |
| Männer            |            |               |               |               |               |               |               |               |               |               |
| Anthony Dean      | Race       | 35,44 s       | 20            | 4             | 1             | 3             | 1             | nicht beendet | nicht beendet | 8             |
| Bodi Turner       | Race       | 35,33 s       | 12            | 18            | 5             | ausgeschieden | ausgeschieden | ausgeschieden | ausgeschieden | ausgeschieden |
| Sam Willoughby    | Race       | 34,71 s       | 2             | 3             | 1             | 3             | 1             | 36,303 s      | 6             | 6             |

### Reiten
| Dressur |            |                       |      |
| Athleten | Wettbewerb | Prozent               | Rang |
| Mary Hanna mit Boogie Woogie                                                                                       | Einzel     | 69,643                | 39   |
| Suzanne Hearn mit Remmington                                                                                       | Einzel     | 65,343                | 54   |
| Kristy Oatley mit Du Soleil                                                                                        | Einzel     | 68,900                | 42   |
| Lyndal Oatley mit Sandro Boy                                                                                       | Einzel     | 70,186                | 36   |
| Mary Hanna mit Boogie Woogie Suzanne Hearn mit Remmington Kristy Oatley mit Du Soleil Lyndal Oatley mit Sandro Boy | Mannschaft | ⌀ 69,576 (Grand Prix) | 9    |

| Springen |            |                  |               |               |              |              |      |
| Athleten | Wettbewerb | Strafpunkte      | Strafpunkte   | Strafpunkte   | Strafpunkte  | Strafpunkte  | Rang |
| Athleten | Wettbewerb | 1. Qualifikation | Nationenpreis | Nationenpreis | Einzelfinale | Einzelfinale | Rang |
| Athleten | Wettbewerb | 1. Qualifikation | 1. Umlauf     | 2. Umlauf     | 1. Umlauf    | 2. Umlauf    | Rang |
| Scott Keach mit Fedor | Einzel     | (4)              | E             | –             | –            | –            | –    |
| James Paterson-Robinson mit Amarillo                                                                                                | Einzel     | (8)              | (9)           | –             | –            | –            | 53   |
| Edwina Tops-Alexander mit Lintea Tequila                                                                                            | Einzel     | (0)              | (5)           | (4)           | 0            | 4            | 9    |
| Matthew Williams mit Valinski S | Einzel     | (8)              | (0)           | (6)           | 8            | –            | 28   |
| Scott Keach mit Fedor James Paterson-Robinson mit Amarillo Edwina Tops-Alexander mit Lintea Tequila Matthew Williams mit Valinski S | Mannschaft | (12)             | (14)          | –             | –            | –            | 13   |

| Vielseitigkeit |            |                     |                     |          |                    |        |        |
| Athleten | Wettbewerb | Minuspunkte Dressur | Minuspunkte Gelände | Springen | Minuspunkte Gesamt | Rang   |        |
| Christopher Burton mit Santano II                                                                                            | Einzel     | 37,60               | 0,00                | 8,00     | 8,00               | 53,60  | 5.     |
| Sam Griffiths mit Paulank Brockagh                                                                                           | Einzel     | 46,30               | 6,80                | 0,00     | 0,00               | 53,10  | 4.     |
| Shane Rose mit CP Qualified                                                                                                  | Einzel     | 42,50               | ausgeschieden       |          |                    |        | –      |
| Stuart Tinney mit Pluto Mio                                                                                                  | Einzel     | 56,80               | 2,80                | 17,00    | 8,00               | 84,60  | 22.    |
| Christopher Burton mit Santano II Sam Griffiths mit Paulank Brockagh Shane Rose mit CP Qualified Stuart Tinney mit Pluto Mio | Mannschaft |                     |                     |          |                    | 175,30 | Bronze |

### Ringen
| Athleten                         | Wettbewerb       | 1. Runde           | 1. Runde | Achtelfinale  | Achtelfinale  | Viertelfinale | Viertelfinale | Halbfinale    | Halbfinale    | Hoffnungsrunde Viertelfinale | Hoffnungsrunde Viertelfinale | Hoffnungsrunde Halbfinale | Hoffnungsrunde Halbfinale | Hoffnungsrunde Finale | Hoffnungsrunde Finale | Finale        | Finale        | Rang |
| Athleten                         | Wettbewerb       | Gegner             | Ergebnis | Gegner        | Ergebnis      | Gegner        | Ergebnis      | Gegner        | Ergebnis      | Gegner                       | Ergebnis                     | Gegner                    | Ergebnis                  | Gegner                | Ergebnis              | Gegner        | Ergebnis      | Rang |
| -------------------------------- | ---------------- | ------------------ | -------- | ------------- | ------------- | ------------- | ------------- | ------------- | ------------- | ---------------------------- | ---------------------------- | ------------------------- | ------------------------- | --------------------- | --------------------- | ------------- | ------------- | ---- |
| Freistil Männer                  |                  |                    |          |               |               |               |               |               |               |                              |                              |                           |                           |                       |                       |               |               |      |
| Sahit Prizreni                   | Klasse bis 65 kg | Yeerlanbieke Katai | 1:3      | ausgeschieden | ausgeschieden | ausgeschieden | ausgeschieden | ausgeschieden | ausgeschieden | ausgeschieden                | ausgeschieden                | ausgeschieden             | ausgeschieden             | ausgeschieden         | ausgeschieden         | ausgeschieden | ausgeschieden | 19   |
| Talgat Ilyasov                   | Klasse bis 74 kg | Sōsuke Takatani    | 0:5      | ausgeschieden | ausgeschieden | ausgeschieden | ausgeschieden | ausgeschieden | ausgeschieden | ausgeschieden                | ausgeschieden                | ausgeschieden             | ausgeschieden             | ausgeschieden         | ausgeschieden         | ausgeschieden | ausgeschieden | 17   |
| griechisch-römischer Stil Männer |                  |                    |          |               |               |               |               |               |               |                              |                              |                           |                           |                       |                       |               |               |      |
| Ivan Popov                       | Klasse bis 66 kg | Freilos            | Freilos  | Johan Eurén   | 0:5           | ausgeschieden | ausgeschieden | ausgeschieden | ausgeschieden | ausgeschieden                | ausgeschieden                | ausgeschieden             | ausgeschieden             | ausgeschieden         | ausgeschieden         | ausgeschieden | ausgeschieden | 17   |

### Rudern
| Athleten | Wettbewerb             | Vorlauf     | Vorlauf | Vorlauf       | Hoffnungslauf | Hoffnungslauf | Hoffnungslauf | Viertelfinale | Viertelfinale | Viertelfinale | Halbfinale  | Halbfinale | Halbfinale    | Finale      | Finale | Rang   |
| Athleten | Wettbewerb             | Zeit        | Platz   | Qualifikation | Zeit          | Platz         | Qualifikation | Zeit          | Platz         | Qualifikation | Zeit        | Platz      | Qualifikation | Zeit        | Platz  | Rang   |
| --- | ---------------------- | ----------- | ------- | ------------- | ------------- | ------------- | ------------- | ------------- | ------------- | ------------- | ----------- | ---------- | ------------- | ----------- | ------ | ------ |
| Frauen |                        |             |         |               |               |               |               |               |               |               |             |            |               |             |        |        |
| Kim Brennan | Einer                  | 8:22,82 min | 3       | Viertelfinale | –             | –             | –             | 7:26,86 min   | 1             | Halbfinale    | 7:47,88 min | 1          | Finale        | 7:21,54 min | 1      | Gold   |
| Genevieve Horton Sally Kehoe | Doppelzweier           | 7:17,34 min | 2       | Halbfinale    | –             | –             | –             | –             | –             | –             | 6:55,37 min | 4          | B-Finale      | 7:42,30 min | 3      | 9      |
| Jennifer Cleary Madeleine Edmunds Jessica Hall Kerry Hore                                                                                          | Doppelvierer           | 6:37,43 min | 2       | Hoffnungslauf | 6:28,60 min   | 5             | –             | –             | –             | –             | –           | –          | –             | –           | –      | 7      |
| Charlotte Sutherland Meaghan Volker Fiona Albert Lucy Stephan Molly Goodman Jessica Morrison Olympia Aldersey Alexandra Hagan Sarah Banting (Stf.) | Achter                 | 6:22,68 min | 4       | Hoffnungslauf | 6:40,45 min   | 5             | –             | –             | –             | –             | –           | –          | –             | –           | –      | 7      |
| Männer |                        |             |         |               |               |               |               |               |               |               |             |            |               |             |        |        |
| Rhys Grant | Einer                  | 7:28,83 min | 2       | Viertelfinale | –             | –             | –             | 6:55,14 min   | 2             | Halbfinale    | 7:14,68 min | 5          | B-Finale      | 6:51,90 min | 3      | 9      |
| Alexander Lloyd Spencer Turrin | Zweier ohne Steuermann | 6:40,79 min | 1       | Halbfinale    | –             | –             | –             | –             | –             | –             | 6:25,25 min | 2          | Finale        | 7:11,60 min | 6      | 6      |
| David Watts Christopher Morgan | Doppelzweier           | 6:36,39 min | 3       | Halbfinale    | –             | –             | –             | –             | –             | –             | 6:19,36 min | 5          | B-Finale      | 6:58,11 min | 1      | 7      |
| Joshua Booth Joshua Dunkley-Smith Alexander Hill William Lockwood                                                                                  | Vierer ohne Steuermann | 5:54,84 min | 1       | Halbfinale    | –             | –             | –             | –             | –             | –             | 6:11,82 min | 1          | Finale        | 6:00,44 min | 2      | Silber |
| Alexander Belonogoff Karsten Forsterling Cameron Girdlestone James McRae                                                                           | Doppelvierer           | 5:50,98 min | 1       | Finale        | –             | –             | –             | –             | –             | –             | –           | –          | –             | 6:07,96 min | 2      | Silber |

### Rugby
| Wettbewerb         | Frauen | Männer |
| ------------------ | --- | --- |
| Athleten           | Nicole Beck Charlotte Caslick Emilee Cherry Chloe Dalton Gemma Etheridge Ellia Green Shannon Parry Evania Pelite Alicia Quirk Emma Tonegato Amy Turner Sharni Williams | Nick Malouf Jesse Parahi Henry Hutchison Lewis Holland James Stannard Con Foley Cameron Clark Pat McCutcheon Ed Jenkins Allan Fa’alava’au John Porch Tom Cusack Tom Kingston |
| Trainer            | Tim Walsh | Andy Friend |
| Gruppenphase       | Kolumbien (53:0) Fidschi (36:0) USA (12:12) | Frankreich (14:31) Spanien (26:12) Südafrika (12:5) |
| Viertelfinale      | Spanien (24:0) | Südafrika (5:22) |
| Halbfinale         | Kanada (17:5) | – |
| Finale             | Neuseeland (24:17) | – |
| Platzierungsspiele | – | Argentinien (21:26) Frankreich (10:12) |
| Platzierung        | Gold | 8. Platz |

### Schießen
| Athleten            | Wettbewerb                               | Qualifikation   | Qualifikation | Halbfinale      | Halbfinale    | Finale          | Finale        | Ringe/ Scheiben | Rang |
| Athleten            | Wettbewerb                               | Ringe/ Scheiben | Rang          | Ringe/ Scheiben | Rang          | Ringe/ Scheiben | Rang          | Ringe/ Scheiben | Rang |
| ------------------- | ---------------------------------------- | --------------- | ------------- | --------------- | ------------- | --------------- | ------------- | --------------- | ---- |
| Frauen              |                                          |                 |               |                 |               |                 |               |                 |      |
| Elena Galiabovitch  | Luftpistole 10 Meter                     | 369             | 43            | –               | –             | ausgeschieden   | ausgeschieden | 369             | 43   |
| Lalita Jauhleuskaja | Luftpistole 10 Meter                     | 379             | 24            | –               | –             | ausgeschieden   | ausgeschieden | 379             | 24   |
| Elena Galiabovitch  | Sportpistole 25 Meter                    | 569             | 31            | ausgeschieden   | ausgeschieden | ausgeschieden   | ausgeschieden | 569             | 31   |
| Lalita Jauhleuskaja | Sportpistole 25 Meter                    | 578             | 14            | ausgeschieden   | ausgeschieden | ausgeschieden   | ausgeschieden | 578             | 14   |
| Jennifer Hens       | Luftgewehr 10 Meter                      | 410,1           | 39            | –               | –             | ausgeschieden   | ausgeschieden | 410,1           | 39   |
| Laetisha Scanlan    | Trap                                     | 70              | 1             | 10              | 5             | ausgeschieden   | ausgeschieden | 80              | 5    |
| Catherine Skinner   | Trap                                     | 67              | 6             | 14              | 1             | 12              | 1             | 93              | Gold |
| Aislin Jones        | Skeet                                    | 63              | 17            | ausgeschieden   | ausgeschieden | ausgeschieden   | ausgeschieden | 63              | 17   |
| Männer              |                                          |                 |               |                 |               |                 |               |                 |      |
| Blake Blackburn     | Luftpistole 10 Meter                     | 570             | 36            | –               | –             | ausgeschieden   | ausgeschieden | 570             | 36   |
| Daniel Repacholi    | Luftpistole 10 Meter                     | 565             | 44            | –               | –             | ausgeschieden   | ausgeschieden | 565             | 44   |
| David Chapman       | Schnellfeuerpistole 25 Meter             | 551             | 26            | –               | –             | ausgeschieden   | ausgeschieden | 551             | 26   |
| Daniel Repacholi    | Freie Pistole 50 Meter                   | 545             | 28            | –               | –             | ausgeschieden   | ausgeschieden | 545             | 28   |
| Jack Rossiter       | Luftgewehr 10 Meter                      | 612,4           | 46            | –               | –             | ausgeschieden   | ausgeschieden | 612,4           | 46   |
| Dane Sampson        | Luftgewehr 10 Meter                      | 619,3           | 37            | –               | –             | ausgeschieden   | ausgeschieden | 619,3           | 37   |
| William Godward     | Kleinkaliber Dreistellungskampf 50 Meter | 1156            | 39            | –               | –             | ausgeschieden   | ausgeschieden | 1156            | 39   |
| Dane Sampson        | Kleinkaliber Dreistellungskampf 50 Meter | 1169            | 20            | –               | –             | ausgeschieden   | ausgeschieden | 1169            | 20   |
| Warren Potent       | Kleinkaliber liegend 50 Meter            | 620             | 35            | –               | –             | ausgeschieden   | ausgeschieden | 620             | 35   |
| Dane Sampson        | Kleinkaliber liegend 50 Meter            | 620,6           | 31            | –               | –             | ausgeschieden   | ausgeschieden | 620,6           | 31   |
| Mitchell Iles       | Trap                                     | 110             | 26            | ausgeschieden   | ausgeschieden | ausgeschieden   | ausgeschieden | 110             | 26   |
| Adam Vella          | Trap                                     | 115             | 12            | ausgeschieden   | ausgeschieden | ausgeschieden   | ausgeschieden | 115             | 12   |
| James Willett       | Doppeltrap                               | 140             | 2             | 26 (+1)         | 5             | ausgeschieden   | ausgeschieden | 167             | 5    |
| Paul Adams          | Skeet                                    | 118             | 19            | ausgeschieden   | ausgeschieden | ausgeschieden   | ausgeschieden | 118             | 19   |
| Keith Ferguson      | Skeet                                    | 120             | 10            | ausgeschieden   | ausgeschieden | ausgeschieden   | ausgeschieden | 120             | 10   |

### Schwimmen
| Athleten                                                                                               | Wettbewerb          | Vorlauf         | Vorlauf         | Halbfinale      | Halbfinale      | Finale          | Finale          | Rang            |
| Athleten                                                                                               | Wettbewerb          | Zeit            | Rang            | Zeit            | Rang            | Zeit            | Rang            | Rang            |
| --- | ------------------- | --------------- | --------------- | --------------- | --------------- | --------------- | --------------- | --------------- |
| Frauen                                                                                                 |                     |                 |                 |                 |                 |                 |                 |                 |
| Bronte Campbell                                                                                        | 50 m Freistil       | 24,45 s         | 4               | 24,43 s         | 5               | 24,42 s         | 7               | 7               |
| Cate Campbell                                                                                          | 50 m Freistil       | 24,52 s         | 7               | 24,32 s         | 2               | 24,15 s         | 5               | 5               |
| Bronte Campbell                                                                                        | 100 m Freistil      | 53,71 s         | 8               | 53,29 s         | 5               | 53,04 s         | 4               | 4               |
| Cate Campbell                                                                                          | 100 m Freistil      | 52,78 s         | 1               | 52,71 s         | 1               | 53,24 s         | 6               | 6               |
| Bronte Barratt                                                                                         | 200 m Freistil      | 1:56,93 min     | 10              | 1:56,63 min     | 8               | 1:55,25 min     | 5               | 5               |
| Emma McKeon                                                                                            | 200 m Freistil      | 1:55,80 min     | 2               | 1:56,29 min     | 6               | 1:54,92 min     | 3               | Bronze          |
| Jessica Ashwood                                                                                        | 400 m Freistil      | 4:03,58 min     | 6               | –               | –               | 4:05,68 min     | 7               | 7               |
| Tamsin Cook                                                                                            | 400 m Freistil      | 4:04,36 min     | 8               | –               | –               | 4:05,30 min     | 6               | 6               |
| Jessica Ashwood                                                                                        | 800 m Freistil      | 8:22,57 min     | 6               | –               | –               | 8:20,32 min     | 5               | 5               |
| Tamsin Cook                                                                                            | 800 m Freistil      | 8:36,62 min     | 20              | –               | –               | ausgeschieden   | ausgeschieden   | 20              |
| Madeline Groves                                                                                        | 100 m Schmetterling | 58,17 s         | 17              | ausgeschieden   | ausgeschieden   | ausgeschieden   | ausgeschieden   | 17              |
| Emma McKeon                                                                                            | 100 m Schmetterling | 57,33 s         | 9               | 56,81 s         | 2               | 57,05 s         | 7               | 7               |
| Madeline Groves                                                                                        | 200 m Schmetterling | 2:07,02 min     | 5               | 2:05,66 min     | 1               | 2:04,88 min     | 2               | Silber          |
| Brianna Throssell                                                                                      | 200 m Schmetterling | 2:07,76 min     | 10              | 2:07,19 min     | 7               | 2:07,87 min     | 8               | 8               |
| Georgia Bohl                                                                                           | 100 m Brust         | 1:07,96 min     | 24              | ausgeschieden   | ausgeschieden   | ausgeschieden   | ausgeschieden   | 24              |
| Taylor McKeown                                                                                         | 100 m Brust         | 1:06,73 min     | 8               | 1:07,12 min     | 11              | ausgeschieden   | ausgeschieden   | 11              |
| Georgia Bohl                                                                                           | 200 m Brust         | 2:28,24 min     | 22              | ausgeschieden   | ausgeschieden   | ausgeschieden   | ausgeschieden   | 22              |
| Taylor McKeown                                                                                         | 200 m Brust         | 2:23,00 min     | 3               | 2:21,69 min     | 1               | 2:22,43 min     | 5               | 5               |
| Emily Seebohm                                                                                          | 100 m Rücken        | 58,99 s         | 2               | 59,32 s         | 7               | 59,19 s         | 7               | 7               |
| Madison Wilson                                                                                         | 100 m Rücken        | 59,92 s         | 8               | 59,03 s         | 4               | 59,23 s         | 8               | 8               |
| Belinda Hocking                                                                                        | 200 m Rücken        | 2:08,67 min     | 4               | 2:07,83 min     | 5               | 2:08,02 min     | 5               | 5               |
| Emily Seebohm                                                                                          | 200 m Rücken        | 2:09,00 min     | 10              | 2:09,39 min     | 12              | ausgeschieden   | ausgeschieden   | 12              |
| Alicia Coutts                                                                                          | 200 m Lagen         | 2:10,52 min     | 6               | 2:10,35 min     | 6               | 2:10,88 min     | 5               | 5               |
| Kotuku Ngawati                                                                                         | 200 m Lagen         | 2:13,05 min     | 17              | ausgeschieden   | ausgeschieden   | ausgeschieden   | ausgeschieden   | 17              |
| Blair Evans                                                                                            | 400 m Lagen         | 4:38,91 min     | 16              | –               | –               | ausgeschieden   | ausgeschieden   | 16              |
| Keryn McMaster                                                                                         | 400 m Lagen         | 4:37,33 min     | 10              | –               | –               | ausgeschieden   | ausgeschieden   | 10              |
| Bronte Campbell Cate Campbell Brittany Elmslie Emma McKeon Madison Wilson                              | 4 × 100 m Freistil  | 3:32,39 min     | 1               | –               | –               | 3:30,65 min     | 1 WR            | Gold            |
| Jessica Ashwood Bronte Barratt Tamsin Cook Emma McKeon Leah Neale                                      | 4 × 200 m Freistil  | 7:49,24 min     | 2               | –               | –               | 7:44,87 min     | 2               | Silber          |
| Cate Campbell Brittany Elmslie Madeline Groves Emma McKeon Taylor McKeown Emily Seebohm Madison Wilson | 4 × 100 m Lagen     | 3:57,80 min     | 5               | –               | –               | 3:55,00 min     | 2               | Silber          |
| Chelsea Gubecka                                                                                        | 10 km Freiwasser    | –               | –               | –               | –               | 1:58:12,7 h     | 15              | 15              |
| Männer                                                                                                 |                     |                 |                 |                 |                 |                 |                 |                 |
| Matthew Abood                                                                                          | 50 m Freistil       | 22,47 s         | 33              | ausgeschieden   | ausgeschieden   | ausgeschieden   | ausgeschieden   | 33              |
| Cameron McEvoy                                                                                         | 50 m Freistil       | 21,80 s         | 5               | 21,89 s         | 11              | ausgeschieden   | ausgeschieden   | 11              |
| Kyle Chalmers                                                                                          | 100 m Freistil      | 47,90 s         | 1               | 47,88 s         | 1               | 47,58 s         | 1               | Gold            |
| Cameron McEvoy                                                                                         | 100 m Freistil      | 48,12 s         | 4               | 47,93 s         | 3               | 48,12 s         | 7               | 7               |
| Thomas Fraser-Holmes                                                                                   | 200 m Freistil      | 1:46,49 min     | 9               | 1:46,24 min     | 9               | ausgeschieden   | ausgeschieden   | 9               |
| David McKeon                                                                                           | 200 m Freistil      | 1:48,38 min     | 30              | ausgeschieden   | ausgeschieden   | ausgeschieden   | ausgeschieden   | 30              |
| Mack Horton                                                                                            | 400 m Freistil      | 3:43,84 min     | 2               | –               | –               | 3:41,55 min     | 1               | Gold            |
| David McKeon                                                                                           | 400 m Freistil      | 3:44,68 min     | 5               | –               | –               | 3:45,28 min     | 7               | 7               |
| Mack Horton                                                                                            | 1500 m Freistil     | 14:48,47 min    | 4               | –               | –               | 14:49,54 min    | 5               | 5               |
| Jack McLoughlin                                                                                        | 1500 m Freistil     | 14:56,02 min    | 9               | –               | –               | ausgeschieden   | ausgeschieden   | 9               |
| Grant Irvine                                                                                           | 100 m Schmetterling | 51,84 s         | 12              | 51,87 s         | 13              | ausgeschieden   | ausgeschieden   | 13              |
| David Morgan                                                                                           | 100 m Schmetterling | 51,81 s         | 10              | 51,75 s         | 9               | ausgeschieden   | ausgeschieden   | 9               |
| Grant Irvine                                                                                           | 200 m Schmetterling | 1:55,64 min     | 4               | 1:56,07 min     | 9               | ausgeschieden   | ausgeschieden   | 9               |
| David Morgan                                                                                           | 200 m Schmetterling | 1:56,81 min     | 19              | ausgeschieden   | ausgeschieden   | ausgeschieden   | ausgeschieden   | 19              |
| Jake Packard                                                                                           | 100 m Brust         | 59,26 s         | 6               | 59,48 s         | 9               | ausgeschieden   | ausgeschieden   | 9               |
| Joshua Palmer                                                                                          | 100 m Brust         | 1:01,13 min     | 30              | ausgeschieden   | ausgeschieden   | ausgeschieden   | ausgeschieden   | 30              |
| Josh Beaver                                                                                            | 100 m Rücken        | 53,47 s         | 7               | 53,95 s         | 13              | ausgeschieden   | ausgeschieden   | 13              |
| Mitch Larkin                                                                                           | 100 m Rücken        | 53,04 s         | 3               | 52,70 s         | 3               | 52,43 s         | 4               | 4               |
| Josh Beaver                                                                                            | 200 m Rücken        | 1:56,65 min     | 10              | 1:56,57 min     | 10              | ausgeschieden   | ausgeschieden   | 10              |
| Mitch Larkin                                                                                           | 200 m Rücken        | 1:56,01 min     | 3               | 1:54,73 min     | 2               | 1:53,96 min     | 2               | Silber          |
| Thomas Fraser-Holmes                                                                                   | 200 m Lagen         | nicht gestartet | nicht gestartet | nicht gestartet | nicht gestartet | nicht gestartet | nicht gestartet | nicht gestartet |
| Travis Mahoney                                                                                         | 200 m Lagen         | 2:00,18 min     | 20              | ausgeschieden   | ausgeschieden   | ausgeschieden   | ausgeschieden   | 20              |
| Thomas Fraser-Holmes                                                                                   | 400 m Lagen         | 4:12,51 min     | 6               | –               | –               | 4:11,90 min     | 6               | 6               |
| Travis Mahoney                                                                                         | 400 m Lagen         | 4:13,37 min     | 7               | –               | –               | 4:15,48 min     | 7               | 7               |
| Matthew Abood Kyle Chalmers James Magnussen Cameron McEvoy James Roberts                               | 4 × 100 m Freistil  | 3:12,65 min     | 3               | –               | –               | 3:11,37 min     | 3               | Bronze          |
| Thomas Fraser-Holmes Jacob Hansford Mack Horton David McKeon Daniel Smith                              | 4 × 200 m Freistil  | 7:07,98 min     | 6               | –               | –               | 7:04,18 min     | 4               | 4               |
| Kyle Chalmers Mitch Larkin Cameron McEvoy David Morgan Jake Packard                                    | 4 × 100 m Lagen     | 3:32,57 min     | 4               | –               | –               | 3:29,93 min     | 3               | Bronze          |
| Jarrod Poort                                                                                           | 10 km Freiwasser    | –               | –               | –               | –               | 1:53:40,7 h     | 21              | 21              |

### Segeln
Fleet Race
| Athleten                       | Wettbewerb   | Qualifikation | Qualifikation | Medal Race    | Medal Race    | Punkte | Rang   |
| Athleten                       | Wettbewerb   | Punkte        | Rang          | Punkte        | Rang          | Punkte | Rang   |
| ------------------------------ | ------------ | ------------- | ------------- | ------------- | ------------- | ------ | ------ |
| Frauen                         |              |               |               |               |               |        |        |
| Ashley Stoddart                | Laser Radial | 101           | 9             | 6             | 3             | 107    | 9      |
| Jaime Ryan Carrie Smith        | 470er        | 106           | 15            | ausgeschieden | ausgeschieden | 106    | 15     |
| Männer                         |              |               |               |               |               |        |        |
| Tom Burton                     | Laser        | 67            | 2             | 6             | 3             | 73     | Gold   |
| Jake Lilley                    | Finn Dinghy  | 87            | 8             | 10            | 5             | 97     | 8      |
| Mathew Belcher William Ryan    | 470er        | 40            | 2             | 18            | 9             | 58     | Silber |
| Iain Jensen Nathan Outteridge  | 49er         | 70            | 3             | 8             | 4             | 78     | Silber |
| Mixed                          |              |               |               |               |               |        |        |
| Jason Waterhouse Lisa Darmanin | Nacra 17     | 74            | 4             | 4             | 2             | 78     | Silber |

### Synchronschwimmen
| Athletinnen | Wettbewerb | Qualifikation     | Qualifikation     | Qualifikation  | Qualifikation  | Qualifikation | Qualifikation | Finale         | Finale         | Finale           | Finale           |
| Athletinnen | Wettbewerb | Technische Kür TK | Technische Kür TK | Freie Kür FK-Q | Freie Kür FK-Q | Gesamt        | Gesamt        | Freie Kür FK-F | Freie Kür FK-F | Gesamt TK + FK-F | Gesamt TK + FK-F |
| Athletinnen | Wettbewerb | Punkte            | Rang              | Punkte         | Rang           | Punkte        | Rang          | Punkte         | Rang           | Punkte           | Rang             |
| --- | ---------- | ----------------- | ----------------- | -------------- | -------------- | ------------- | ------------- | -------------- | -------------- | ---------------- | ---------------- |
| Frauen |            |                   |                   |                |                |               |               |                |                |                  |                  |
| Nikita Pablo Rose Stackpole | Duett      | 73,6360           | 24                | 74,7667        | 24             | 148,4027      | 24            | ausgeschieden  | ausgeschieden  | ausgeschieden    | ausgeschieden    |
| Hannah Cross Bianca Hammett Danielle Kettlewell Nikita Pablo Emily Rogers Cristina Sheehan Rose Stackpole Amie Thompson Deborah Tsai | Mannschaft | 74,0667           | 8                 | –              | –              | –             | –             | 75,4333        | 8              | 149,5000         | 8                |

### Taekwondo
| Athleten        | Wettbewerb       | Achtelfinale     | Achtelfinale | Viertelfinale | Viertelfinale | Hoffnungsrunde Halbfinale | Hoffnungsrunde Halbfinale | Halbfinale    | Halbfinale    | Hoffnungsrunde Finale | Hoffnungsrunde Finale | Finale        | Finale        | Rang          |
| Athleten        | Wettbewerb       | Gegner           | Ergebnis     | Gegner        | Ergebnis      | Gegner                    | Ergebnis                  | Gegner        | Ergebnis      | Gegner                | Ergebnis              | Gegner        | Ergebnis      | Rang          |
| --------------- | ---------------- | ---------------- | ------------ | ------------- | ------------- | ------------------------- | ------------------------- | ------------- | ------------- | --------------------- | --------------------- | ------------- | ------------- | ------------- |
| Frauen          |                  |                  |              |               |               |                           |                           |               |               |                       |                       |               |               |               |
| Caroline Marton | Klasse bis 57 kg | Nikita Glasnović | 0:4          | ausgeschieden | ausgeschieden | ausgeschieden             | ausgeschieden             | ausgeschieden | ausgeschieden | ausgeschieden         | ausgeschieden         | ausgeschieden | ausgeschieden | ausgeschieden |
| Carmen Marton   | Klasse bis 67 kg | Nur Tatar        | 1:11         | ausgeschieden | ausgeschieden | ausgeschieden             | ausgeschieden             | ausgeschieden | ausgeschieden | ausgeschieden         | ausgeschieden         | ausgeschieden | ausgeschieden | ausgeschieden |
| Männer          |                  |                  |              |               |               |                           |                           |               |               |                       |                       |               |               |               |
| Safwan Khalil   | Klasse bis 58 kg | Si Mohamed Ketbi | 8:1          | Tawin Hanprab | 9:11          | Kim Tae-hun               | 1:4                       | –             | –             | ausgeschieden         | ausgeschieden         | –             | –             | 7             |
| Hayder Shkara   | Klasse bis 80 kg | Lutalo Muhammad  | 0:14         | ausgeschieden | ausgeschieden | ausgeschieden             | ausgeschieden             | ausgeschieden | ausgeschieden | ausgeschieden         | ausgeschieden         | ausgeschieden | ausgeschieden | ausgeschieden |

### Tennis
| Athleten                            | Wettbewerb | 1. Runde                              | 1. Runde      | 2. Runde      | 2. Runde      | Achtelfinale              | Achtelfinale  | Viertelfinale | Viertelfinale | Halbfinale    | Halbfinale    | Finale        | Finale        |
| Athleten                            | Wettbewerb | Gegner                                | Ergebnis      | Gegner        | Ergebnis      | Gegner                    | Ergebnis      | Gegner        | Ergebnis      | Gegner        | Ergebnis      | Gegner        | Ergebnis      |
| ----------------------------------- | ---------- | ------------------------------------- | ------------- | ------------- | ------------- | ------------------------- | ------------- | ------------- | ------------- | ------------- | ------------- | ------------- | ------------- |
| Frauen                              |            |                                       |               |               |               |                           |               |               |               |               |               |               |               |
| Samantha Stosur                     | Einzel     | Jeļena Ostapenko                      | 1:6, 6:3, 6:2 | Misaki Doi    | 6:3, 6:4      | Angelique Kerber          | 0:6, 5:7      | ausgeschieden | ausgeschieden | ausgeschieden | ausgeschieden | ausgeschieden | ausgeschieden |
| Daria Gavrilova                     | Einzel     | Serena Williams                       | 4:6, 2:6      | ausgeschieden | ausgeschieden | ausgeschieden             | ausgeschieden | ausgeschieden | ausgeschieden | ausgeschieden | ausgeschieden | ausgeschieden | ausgeschieden |
| Samantha Stosur Daria Gavrilova     | Doppel     | Timea Bacsinszky Martina Hingis       | 4:6, 6:4, 2:6 | –             | –             | ausgeschieden             | ausgeschieden | ausgeschieden | ausgeschieden | ausgeschieden | ausgeschieden | ausgeschieden | ausgeschieden |
| Anastasia Rodionova Arina Rodionova | Doppel     | Jekaterina Makarowa Jelena Wesnina    | 1:6, 2:6      | –             | –             | ausgeschieden             | ausgeschieden | ausgeschieden | ausgeschieden | ausgeschieden | ausgeschieden | ausgeschieden | ausgeschieden |
| Männer                              |            |                                       |               |               |               |                           |               |               |               |               |               |               |               |
| John Millman                        | Einzel     | Ričardas Berankis                     | 6:0, 6:0      | Kei Nishikori | 6:74, 4:6     | ausgeschieden             | ausgeschieden | ausgeschieden | ausgeschieden | ausgeschieden | ausgeschieden | ausgeschieden | ausgeschieden |
| Thanasi Kokkinakis                  | Einzel     | Gastão Elias                          | 6:74, 6:73    | ausgeschieden | ausgeschieden | ausgeschieden             | ausgeschieden | ausgeschieden | ausgeschieden | ausgeschieden | ausgeschieden | ausgeschieden | ausgeschieden |
| Jordan Thompson                     | Einzel     | Kyle Edmund                           | 4:6, 2:6      | ausgeschieden | ausgeschieden | ausgeschieden             | ausgeschieden | ausgeschieden | ausgeschieden | ausgeschieden | ausgeschieden | ausgeschieden | ausgeschieden |
| Samuel Groth                        | Einzel     | David Goffin                          | 4:6, 2:6      | ausgeschieden | ausgeschieden | ausgeschieden             | ausgeschieden | ausgeschieden | ausgeschieden | ausgeschieden | ausgeschieden | ausgeschieden | ausgeschieden |
| Chris Guccione John Peers           | Doppel     | Juan Martín del Potro Máximo González | 4:6, 5:7      | –             | –             | ausgeschieden             | ausgeschieden | ausgeschieden | ausgeschieden | ausgeschieden | ausgeschieden | ausgeschieden | ausgeschieden |
| Mixed                               |            |                                       |               |               |               |                           |               |               |               |               |               |               |               |
| Samantha Stosur John Peers          | Doppel     | –                                     | –             | –             | –             | Sania Mirza Rohan Bopanna | 5:7, 4:6      | ausgeschieden | ausgeschieden | ausgeschieden | ausgeschieden | ausgeschieden | ausgeschieden |

### Tischtennis
| Athleten                                 | Wettbewerb | 1. Runde               | 1. Runde | 2. Runde                                 | 2. Runde                                 | 3. Runde                                 | 3. Runde                                 | Achtelfinale                             | Achtelfinale                             | Viertelfinale                            | Viertelfinale                            | Halbfinale                               | Halbfinale                               | Finale                                   | Finale                                   | Rang                                     |
| Athleten                                 | Wettbewerb | Gegner                 | Ergebnis | Gegner                                   | Ergebnis                                 | Gegner                                   | Ergebnis                                 | Gegner                                   | Ergebnis                                 | Gegner                                   | Ergebnis                                 | Gegner                                   | Ergebnis                                 | Gegner                                   | Ergebnis                                 | Rang                                     |
| ---------------------------------------- | ---------- | ---------------------- | -------- | ---------------------------------------- | ---------------------------------------- | ---------------------------------------- | ---------------------------------------- | ---------------------------------------- | ---------------------------------------- | ---------------------------------------- | ---------------------------------------- | ---------------------------------------- | ---------------------------------------- | ---------------------------------------- | ---------------------------------------- | ---------------------------------------- |
| Frauen                                   |            |                        |          |                                          |                                          |                                          |                                          |                                          |                                          |                                          |                                          |                                          |                                          |                                          |                                          |                                          |
| Lay Jian Fang                            | Einzel     | Marija Dolgich         | 4:3      | Sofia Polcanova                          | 4:1                                      | Yu Mengyu                                | 0:4                                      | ausgeschieden                            | ausgeschieden                            | ausgeschieden                            | ausgeschieden                            | ausgeschieden                            | ausgeschieden                            | ausgeschieden                            | ausgeschieden                            | ausgeschieden                            |
| Melissa Tapper                           | Einzel     | Caroline Kumahara      | 2:4      | ausgeschieden in der Qualifikationsrunde | ausgeschieden in der Qualifikationsrunde | ausgeschieden in der Qualifikationsrunde | ausgeschieden in der Qualifikationsrunde | ausgeschieden in der Qualifikationsrunde | ausgeschieden in der Qualifikationsrunde | ausgeschieden in der Qualifikationsrunde | ausgeschieden in der Qualifikationsrunde | ausgeschieden in der Qualifikationsrunde | ausgeschieden in der Qualifikationsrunde | ausgeschieden in der Qualifikationsrunde | ausgeschieden in der Qualifikationsrunde | ausgeschieden in der Qualifikationsrunde |
| Lay Jian Fang Melissa Tapper Sally Zhang | Mannschaft | Nordkorea              | 0:3      | –                                        | –                                        | –                                        | –                                        | –                                        | –                                        | ausgeschieden                            | ausgeschieden                            | ausgeschieden                            | ausgeschieden                            | ausgeschieden                            | ausgeschieden                            | ausgeschieden                            |
| Männer                                   |            |                        |          |                                          |                                          |                                          |                                          |                                          |                                          |                                          |                                          |                                          |                                          |                                          |                                          |                                          |
| David Powell                             | Einzel     | Marcelo Aguirre        | 0:4      | ausgeschieden in der Qualifikationsrunde | ausgeschieden in der Qualifikationsrunde | ausgeschieden in der Qualifikationsrunde | ausgeschieden in der Qualifikationsrunde | ausgeschieden in der Qualifikationsrunde | ausgeschieden in der Qualifikationsrunde | ausgeschieden in der Qualifikationsrunde | ausgeschieden in der Qualifikationsrunde | ausgeschieden in der Qualifikationsrunde | ausgeschieden in der Qualifikationsrunde | ausgeschieden in der Qualifikationsrunde | ausgeschieden in der Qualifikationsrunde | ausgeschieden in der Qualifikationsrunde |
| Chris Yan                                | Einzel     | Aleksandar Karakašević | 2:4      | ausgeschieden in der Qualifikationsrunde | ausgeschieden in der Qualifikationsrunde | ausgeschieden in der Qualifikationsrunde | ausgeschieden in der Qualifikationsrunde | ausgeschieden in der Qualifikationsrunde | ausgeschieden in der Qualifikationsrunde | ausgeschieden in der Qualifikationsrunde | ausgeschieden in der Qualifikationsrunde | ausgeschieden in der Qualifikationsrunde | ausgeschieden in der Qualifikationsrunde | ausgeschieden in der Qualifikationsrunde | ausgeschieden in der Qualifikationsrunde | ausgeschieden in der Qualifikationsrunde |
| Hu Heming David Powell Chris Yan         | Mannschaft | Hongkong               | 0:3      | –                                        | –                                        | –                                        | –                                        | –                                        | –                                        | ausgeschieden                            | ausgeschieden                            | ausgeschieden                            | ausgeschieden                            | ausgeschieden                            | ausgeschieden                            | ausgeschieden                            |

### Triathlon
| Athleten        | Wettbewerb | Zeit      | Rang |
| --------------- | ---------- | --------- | ---- |
| Frauen          |            |           |      |
| Emma Moffatt    | Einzel     | 1:57:55 h | 6    |
| Erin Densham    | Einzel     | 1:59:27 h | 12   |
| Ashleigh Gentle | Einzel     | 2:01:44 h | 26   |
| Männer          |            |           |      |
| Aaron Royle     | Einzel     | 1:46:42 h | 9    |
| Ryan Bailie     | Einzel     | 1:47:02 h | 10   |
| Ryan Fisher     | Einzel     | 1:48:34 h | 24   |

### Turnen

#### Gerätturnen
| Athleten        | Wettbewerb   | Qualifikation | Qualifikation | Finale        | Finale        | Rang |
| Athleten        | Wettbewerb   | Punkte        | Rang          | Punkte        | Rang          | Rang |
| --------------- | ------------ | ------------- | ------------- | ------------- | ------------- | ---- |
| Frauen          |              |               |               |               |               |      |
| Larrissa Miller | Stufenbarren | 14,533        | 11            | ausgeschieden | ausgeschieden | 11   |
| Larrissa Miller | Boden        | 12,733        | 38            | ausgeschieden | ausgeschieden | 38   |

#### Rhythmische Sportgymnastik
| Athletinnen     | Wettbewerb       | Qualifikation | Qualifikation | Finale        | Finale        | Rang |
| Athletinnen     | Wettbewerb       | Punkte        | Rang          | Punkte        | Rang          | Rang |
| --------------- | ---------------- | ------------- | ------------- | ------------- | ------------- | ---- |
| Frauen          |                  |               |               |               |               |      |
| Danielle Prince | Mehrkampf Einzel | 61,016        | 25            | ausgeschieden | ausgeschieden | 25   |

#### Trampolinturnen
| Athleten     | Wettbewerb | Qualifikation | Qualifikation | Finale        | Finale        | Rang |
| Athleten     | Wettbewerb | Punkte        | Rang          | Punkte        | Rang          | Rang |
| ------------ | ---------- | ------------- | ------------- | ------------- | ------------- | ---- |
| Männer       |            |               |               |               |               |      |
| Blake Gaudry | Einzel     | 105,450       | 13            | ausgeschieden | ausgeschieden | 13   |

### Wasserball
| Wettbewerb         | Frauen | Männer |
| ------------------ | --- | --- |
| Athleten           | Lea Yanitsas Gemma Beadsworth Hannah Buckling Holly Lincoln-Smith Keesja Gofers Bronwen Knox Rowena Webster Glencora Ralph Zoe Arancini Ashleigh Southern Isobel Bishop Nicola Zagame Kelsey Wakefield | Joel Dennerley Richie Campbell George Ford Johnno Cotterill Tyler Martin Jarrod Gilchrist Aidan Roach Aaron Younger Joel Swift Joe Kayes Rhys Howden Mitchell Emery James Stanton |
| Trainer            | Greg McFadden | Elvis Fatović () |
| Gruppenphase       | Russland (14:4) Italien (7:8) Brasilien (10:3) | Brasilien (7:8) Ungarn (9:9) Japan (8:6) Serbien (8:10) Griechenland (12:7) |
| Viertelfinale      | Ungarn (8:8, PSO 3:5) | ausgeschieden |
| Platzierungsspiele | Brasilien (11:4) Spanien (10:12) | ausgeschieden |
| Halbfinale         | ausgeschieden | ausgeschieden |
| Finale             | ausgeschieden | ausgeschieden |
| Platzierung        | 6. Platz | 9. Platz |

### Wasserspringen
| Athleten                       | Wettbewerb           | Vorkampf | Vorkampf | Halbfinale    | Halbfinale    | Finale        | Finale        | Rang   |
| Athleten                       | Wettbewerb           | Punkte   | Rang     | Punkte        | Rang          | Punkte        | Rang          | Rang   |
| ------------------------------ | -------------------- | -------- | -------- | ------------- | ------------- | ------------- | ------------- | ------ |
| Frauen                         |                      |          |          |               |               |               |               |        |
| Maddison Keeney                | Kunstspringen 3 m    | 323,35   | 8        | 326,35        | 4             | 349,65        | 5             | 5      |
| Esther Qin                     | Kunstspringen 3 m    | 347,25   | 5        | 315,65        | 10            | 344,10        | 6             | 6      |
| Brittany O’Brien               | Turmspringen 10 m    | 290,30   | 17       | 300,05        | 15            | ausgeschieden | ausgeschieden | 15     |
| Melissa Wu                     | Turmspringen 10 m    | 342,80   | 4        | 346,00        | 4             | 368,30        | 5             | 5      |
| Maddison Keeney Anabelle Smith | Synchronspringen 3 m | –        | –        | –             | –             | 299,19        | 3             | Bronze |
| Männer                         |                      |          |          |               |               |               |               |        |
| Kevin Chávez                   | Kunstspringen 3 m    | 356,55   | 26       | ausgeschieden | ausgeschieden | ausgeschieden | ausgeschieden | 26     |
| Grant Nel                      | Kunstspringen 3 m    | 395,05   | 16       | 368,35        | 15            | ausgeschieden | ausgeschieden | 15     |
| Domonic Bedggood               | Turmspringen 10 m    | 413,85   | 17       | 454,95        | 11            | 403,80        | 12            | 12     |
| James Connor                   | Turmspringen 10 m    | 457,05   | 9        | 419,10        | 15            | ausgeschieden | ausgeschieden | 15     |